# جام یوفا ۹۰–۱۹۸۹
جام یوفا ۹۰–۱۹۸۹، نوزدهمین فصل از جام یوفا، مسابقات فوتبال باشگاهی سطح دوم اروپا بود که توسط یوفا سازماندهی شد و با قهرمانی یوونتوس به پایان رسید.